# 대우 티코
대우 티코(Daewoo Tico)는 대우자동차에서 만든 전륜구동 5인승 경차로, 대한민국 최초의 경차다. 1991년부터 2001년까지 생산했다. 참고로, 티코(Tico)는 코스타리카 원주민(native of Costa Rica)을 뜻한다.

## 개요

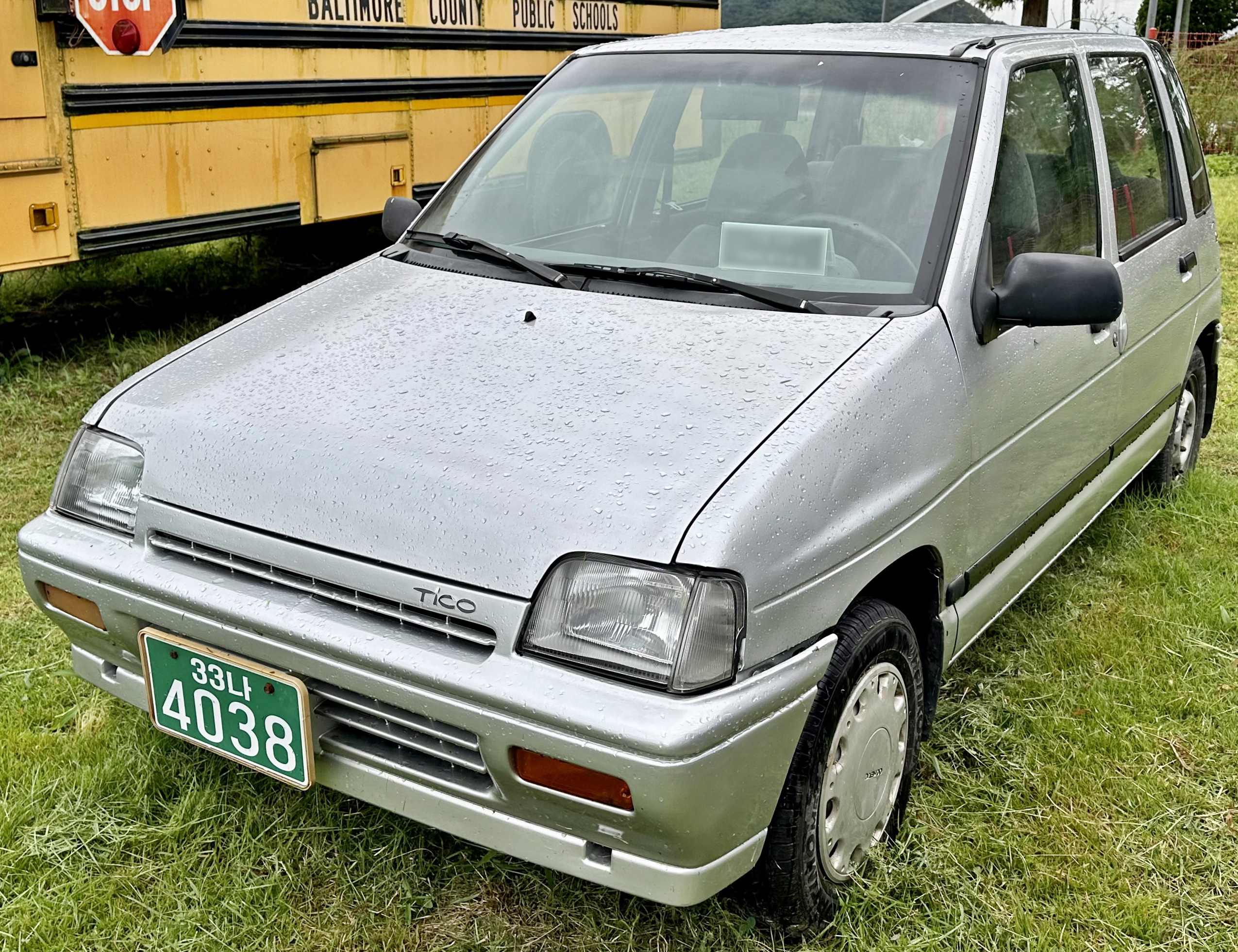
대우 티코 정측면

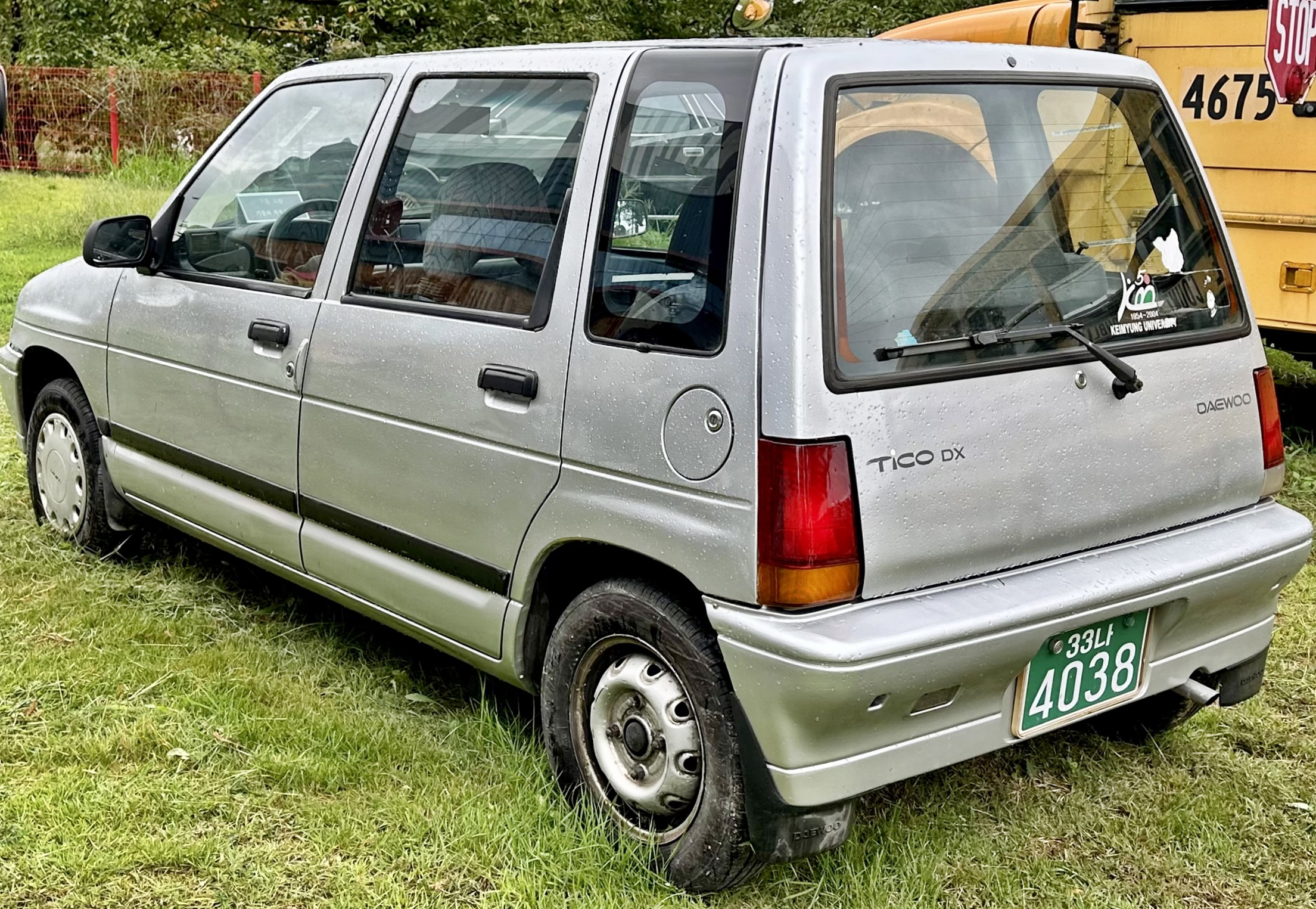
대우 티코 후측면

대한민국 정부의 국민차 계획에 입각하여 1980년대 후반에 대우조선(한화오션의 전신)이 일본의 스즈키와 계약을 맺고 경차 알토를 바탕으로 개발, 1991년부터 경상남도 창원시 성주동의 대우국민차 공장에서 생산하기 시작했다.
스즈키의 F형 직렬 3기통 카뷰레이터식 가솔린 엔진을 장착했다. 바탕이 된 스즈키 알토에는 직렬 3기통 657cc 카뷰레이터식 엔진이 쓰였으나, 티코에는 대한민국의 실정을 고려하여 수출용 알토에 장착하는 직렬 3기통 796cc 카뷰레이터식 엔진이 쓰였다. 1994년 5월에는 뒷좌석을 제거하고 화물 공간을 확장한 2인승 승용 밴 모델이 시판되었다. 최하 트림에 4단 수동변속기가 장착됐고, 5단 수동변속기는 중간 트림부터 적용됐다. 아이신의 3단 자동변속기는 옵션이었다. 1997년에는 5단 수동변속기를 바탕으로 개발된 5단 반자동변속기가 더해졌다. 출시 당시에 마이카 열풍에 편승하여 인기를 끌었던 승용차로, 당시 대한민국 정부의 국민차 보급 추진 계획에 의해 개발되었다. 1996년에 경차의 등록세 인하, 고속도로 통행료 50% 감면 등 경차 지원책에 힘입어 판매량이 증가했고, 1997년 12월의 외환 위기가 발발한 후에는 대부분의 국민들이 실속형을 찾게 되면서 뒤늦게 빛을 보았다.
1998년에 후속 차종인 마티즈가 출시된 후에도 병행 생산되다가 2000년 9월에 대한민국 내수용이 단종되었고, 수출용은 6개월 후인 2001년 3월에 생산이 중단되었다. 티코에 쓰였던 F8C 가솔린 엔진은 마티즈가 출시되면서 카뷰레이터식에서 전자제어식(MPI) F8CV로 개량되어 생명을 이어 나갔다.
대한민국 외에도 저개발 국가의 엔트리카로도 인기를 끌었으며, 우즈베키스탄, 베트남, 폴란드 등의 대우자동차 현지 공장에서도 생산되었다. 단종된 후에는 중고차로 많이 수출되어, 대한민국 국내에는 잔존 대수가 감소했다.

## 제원
| 구분                 | 0.8 헬리오스                                         |
| -------------------- | ---------------------------------------------------- |
| 전장 (mm)            | 3,340                                                |
| 전폭 (mm)            | 1,400                                                |
| 전고 (mm)            | 1,395                                                |
| 축거 (mm)            | 2,335                                                |
| 윤거 (전, mm)        | 1,200                                                |
| 윤거 (후, mm)        | 1,200                                                |
| 승차 정원            | 2명(밴)/5명                                          |
| 변속기               | 수동 4단 수동 5단 자동 3단                           |
| 서스펜션 (전/후)     | 맥퍼슨 스트럿/토션 빔                                |
| 브레이크 (전/후)     | 디스크/드럼                                          |
| 구동 형식            | 전륜구동                                             |
| 연료                 | 휘발유                                               |
| 배기량 (cc)          | 796                                                  |
| 최고 출력 (ps/rpm)   | 41/5,500                                             |
| 최대 토크 (kg*m/rpm) | 6.0/2,500                                            |
| 연비 (km/L)          | 24.1(수동 4단, 수동 5단, 반자동 5단)/ 18.1(자동 3단) |

## 티코 유머
당시 사람들 사이에서 티코에 관한 재미있는 유머와 일화가 매우 많았었다. 1990년대 중반부터 생겨났는데, 이는 독일의 트라반트에 관한 유머에서 트라반트를 티코로 바꾼 것이다..

## 미디어에서
아기공룡 둘리의 극장판인 아기공룡 둘리 - 얼음별 대모험: 고길동의 차량으로 등장한다. 다만 실제 티코 차량과 전면부 디자인이 다르다.